# Glatten (bergstopp)
Glatten är en bergstopp i Schweiz.   Den ligger i kantonen Uri, i den centrala delen av landet, 110 km öster om huvudstaden Bern. Toppen på Glatten är 2 505 meter över havet, eller 276 meter över den omgivande terrängen. Bredden vid basen är 3,2 km.
Terrängen runt Glatten är bergig söderut, men norrut är den kuperad. Närmaste större samhälle är Muotathal, 12,8 km nordväst om Glatten. 
Trakten runt Glatten består i huvudsak av gräsmarker. Runt Glatten är det glesbefolkat, med 8 invånare per kvadratkilometer.